# Білий (місто)
Бі́лий (рос. Белый) — місто в Росії, адміністративний центр Більського району Тверської області.
Населення — 3,9 тис. осіб (2007; у 1897 році — 7,0 тис., у 2002 році — 4,3 тис.).
Місто лежить на річці Обша, що належить до (басейну Західної Двини), за 294 км від Твері, та за 20 км від кордону із Смоленською областю.
Білий — маґдебурзьке місто історичної Смоленщини, на білоруській етнічній території.

## Історія

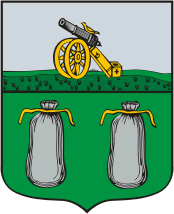
Герб (1780)

Поселення Біла (рос. Белая, Бѣлая) відоме з XIII ст. як місто Смоленського князівства, пізніше як центр удільного князівства. Назва, скоріше за все, походить не від кольору міста або будівель чи ще чогось, а має соціальний зміст, як звільнення від якихось повинностей.
В 1355 Біла захоплена військами ВКЛ, і тільки в 1505 воно відійшло до Великого князівства Московського. У 1506 році будується потужна фортеця, яка вже у 1508 витримала осаду польсько-литовських військ під час локальних московсько-литовських воєн. Через сто років, в 1610, після 4-місячної осади воно було взяте польсько-литовськими військами. Біла стає розмінною монетою в торгах між московськими та польсько-литовськими правителями. У 1613 місто без бою зайняли московські війська, але в 1618 віддають назад Речі Посполитій по Деулинському перемир'ю. На початку Смоленської війни 1632–1634 місто Біла було зайняте московськими військами. У 1634 на останньому етапі війни місто було під двохмісячною осадою війська Речі Посполитої під керівництвом короля Владислава IV Вази. По Поляновському миру 4 червня 1634 місто повернуто до складу Речі Посполитої. А вже з 1654 місто Біла остаточно входить до складу Російської держави з невеликою перервою у 1918-19 роках, коли належало до БНР.
З 1708 у складі Смоленської губернії. З 1713 у складі Ризької губернії, з 1719 в Смоленській провінції. З 1726 центр Більського уїзду Смоленської губернії. З 1775 — уїздне місто Смоленського намісництва (з 1796 — Смоленська губернія).
У 1856 в повітовому містечку Біла (Білой, Білий) Смоленської губернії нараховувалось 5 церков, 1075 будинків, 132 лавки.
У другій половині XIX ст. центр лісосплаву по річках Обша, Межа та Західна Двина.
У 1918 місто входить до складу Білоруської Народної Республіки.
1 січня 1919 відповідно до постанови І з'їзду КП(б) Білорусі Біла входить до складу Білоруської РСР, центр повіту Смоленського району.
16 січня 1919 місто переходить під владу більшовиків разом із іншими етнічними білоруськими територіями до складу РСФСР.
4 жовтня 1941 Білий був окупований військами Вермахту, німці створили в районі Білого потужний укріпрайон. 10 березня 1943 під час операції «Бюффель» Білий було звільнено. Під час окупації та бойових дій місто було повністю зруйновано, але потім в перші післявоєнні роки відбудоване.
В 1944–1957 місто входило до складу Великолукської області.

## Герб
В срібному полі на високому зеленому пагорбі, обрамленому двома срібними, зав'язаними червленими (червоними) шнурами, мішками борошна, — чорна на лазурному лафеті гармата, на запалі якої сидить лазурна райська пташка.

## Економіка
Промислові підприємства міста: льонозавод, ліспромгосп, філіал московського ВО «Станконормаль», фабрика по виробництву рукавичок, підприємства харчової промисловості.

## Відомі мешканці
- Абдулін Анвар Абдулінович — Герой Радянського Союзу.
- Крилов Семен Миколайович (1892—1935) — голова Севастопольського міськвиконкому у 1920—1921 роках.
- Масорін Володимир Васильович — адмірал, головком ВМФ РФ з 4 вересня 2005 по 12 вересня 2007 року.